# Ernest de Bavière (1373-1438)
Pour les articles homonymes, voir Ernest de Bavière.
Ernest (1373 – 2 juillet 1438, Munich) est duc de Bavière de 1397 à sa mort. Fils aîné de Jean II et de Catherine de Goritz, il lui succède à la tête de la Bavière-Munich conjointement avec son frère cadet Guillaume III, puis avec son neveu Adolphe.
Après l'extinction de la branche de Bavière-Straubing, en 1425, Ernest et Guillaume III obtiennent une part des terres concernées, dont la ville de Straubing elle-même.
Le 26 janvier 1395, Ernest épouse Élisabeth Visconti, fille de Barnabé Visconti et de Reine della Scala, dont :
- Albert III (1401-1460)
- Béatrice (1403-1447), épouse en 1424 le comte Hermann III de Cilli, puis en 1428, Jean de Neubourg
- Élisabeth (1406-1468), épouse en 1430 le comte Adolphe Ier de Juliers, puis en 1440 le comte Hesso de Leiningen
- Amalie (1408-1432), nonne au cloître Sainte-Clara de Munich

La guerre de Bavière débuta à partir de 1420 et s'acheva en 1422, lorsqu'Ernest battit Louis VII à la bataille d'Alling (de). Après la disparition de la ligne Bavière-Straubing en 1425, la guerre éclata à nouveau en Bavière. Ernest et Guillaume III ont réussi à en sortir vainqueurs et ont pu ajouter une grande partie de la Bavière-Straubing à leur territoire en 1429.
En octobre 1435, Ernest fait condamner pour sorcellerie et noyer la maîtresse de son fils Albert, la roturière Agnès Bernauer. Celui-ci s'enfuit à la cour d'Ingolstadt, auprès de son cousin Louis VII de Bavière, mais finit par se réconcilier avec son père. Il lui succède à sa mort, en 1438.
Ernest fut enterré en l'église Notre-Dame de Munich.